# Listă de actrițe - N
|  | Listă de actrițe \| \| Listă de actrițe - N \| Liste alfabetice de actori și actrițe \| Listă de actori A - B - C - D - E - F - G - H - I - J - K - L - M - N - O - P - Q - R - S - T - U - V - W - X - Y - Z |

## Actrițe - N
| - Patricia Neal (1926 - 2010) - Leila Negra (* 1930) - Pola Negri (1897- 1987) - Tracy Nelson (* 1963) - Evelyn Nesbit (1884 - 1967) - Olivia Newton-John (1948-2022) | - Asta Nielsen (1881 - 1972) - Brigitte Nielsen (* 1963) - Anna Q. Nilsson († 1974) - Natasa Ninkovic (* 1972) - Jeanette Nolan (1911 - 1998) | - Désirée Nosbusch (* 1965) - Kim Novak (* 1933) - France Nuyen (* 1939) - Valerie Niehaus (* 1974) - Christine Neubauer (* 1962) - Mara Nicolescu Lăcrămioara (* 1973) |

## Actori
|  | Listă de actori \| \| Listă de actrițe \| Liste alfabetice de actori și actrițe \| Listă de actori A - B - C - D - E - F - G - H - I - J - K - L - M - N - O - P - Q - R - S - T - U - V - W - X - Y - Z |